# 2018 természeti katasztrófái
Ezen a lapon 2018 nagyobb természeti katasztrófái, és az adott területen a szokásostól eltérő időjárási jelenségek vannak felsorolva. A földrengések erőssége minden esetben a Richter-skálán van megadva.

## Események

### Február
- február 6. - 6,5-es erősségű földrengés Tajvanon, több mint 12 halálos áldozattal.

### Szeptember
- szeptember 13.– október 14. között hurrikán pusztított, ami Amerika és Európa partjait egyaránt érintette, és különösen hosszú élettartamú volt.

- szeptember 29. - a Csendes-óceán középső részén kialakult a Walaka hurrikán, mely a legerősebb volt ebben az évben.

### November
- november 8. – tűzvész észak-Kaliforniában, az Egyesült Államokban. 86-an meghaltak, több mint 18000 épület elpusztult.

### December
- december 22. – Indonézia: az Anak Krakatau vulkán kitörése következtében cunami alakult ki Szunda-szorosban, több mint 400-an meghaltak.[1]

- december 26. – Olaszország: az Etna december 24-i kitörése után 4,8-es erősségű földrengés Szicíliában, ketten megsérültek, 400-an hajléktalanná váltak.[2][3]
- december 29. – Fülöp-szigetek: 29-én az Usman nevű vihar komoly esőzéseket és ennek következtében fölcsuszamlásokat és áradásokat okozott. 126 ember meghalt, 75 megsérült, 152 000 ember evakuáltak.[4][5]